# PDE7A
PDE7A (англ. Phosphodiesterase 7A) – білок, який кодується однойменним геном, розташованим у людей на короткому плечі 8-ї хромосоми. Довжина поліпептидного ланцюга білка становить 482 амінокислот, а молекулярна маса — 55 505.
| 10         |  | 20         |  | 30         |  | 40         |  | 50         |
| ---------- |  | ---------- |  | ---------- |  | ---------- |  | ---------- |
| MEVCYQLPVL |  | PLDRPVPQHV |  | LSRRGAISFS |  | SSSALFGCPN |  | PRQLSQRRGA |
| ISYDSSDQTA |  | LYIRMLGDVR |  | VRSRAGFESE |  | RRGSHPYIDF |  | RIFHSQSEIE |
| VSVSARNIRR |  | LLSFQRYLRS |  | SRFFRGTAVS |  | NSLNILDDDY |  | NGQAKCMLEK |
| VGNWNFDIFL |  | FDRLTNGNSL |  | VSLTFHLFSL |  | HGLIEYFHLD |  | MMKLRRFLVM |
| IQEDYHSQNP |  | YHNAVHAADV |  | TQAMHCYLKE |  | PKLANSVTPW |  | DILLSLIAAA |
| THDLDHPGVN |  | QPFLIKTNHY |  | LATLYKNTSV |  | LENHHWRSAV |  | GLLRESGLFS |
| HLPLESRQQM |  | ETQIGALILA |  | TDISRQNEYL |  | SLFRSHLDRG |  | DLCLEDTRHR |
| HLVLQMALKC |  | ADICNPCRTW |  | ELSKQWSEKV |  | TEEFFHQGDI |  | EKKYHLGVSP |
| LCDRHTESIA |  | NIQIGFMTYL |  | VEPLFTEWAR |  | FSNTRLSQTM |  | LGHVGLNKAS |
| WKGLQREQSS |  | SEDTDAAFEL |  | NSQLLPQENR |  | LS         |  |            |

A: Аланін

C: Цистеїн

D: Аспарагінова кислота

E: Глутамінова кислота

F: Фенілаланін

G: Гліцин

H: Гістидин

I: Ізолейцин

K: Лізин

L: Лейцин

M: Метіонін

N: Аспарагін

P: Пролін

Q: Глутамін

R: Аргінін

S: Серин

T: Треонін

V: Валін

W: Триптофан

Кодований геном білок за функціями належить до гідролаз, фосфопротеїнів. 
Задіяний у такому біологічному процесі, як альтернативний сплайсинг. 
Білок має сайт для зв'язування з іонами металів. 
Локалізований у цитоплазмі.